# Slobodnica
Slobodnica är en ort i Kroatien.   Den ligger i länet Brod-Posavina, i den östra delen av landet, 170 km öster om huvudstaden Zagreb. Slobodnica ligger 88 meter över havet och antalet invånare är 1 600.
Terrängen runt Slobodnica är huvudsakligen platt, men norrut är den kuperad. Runt Slobodnica är det ganska glesbefolkat, med 35 invånare per kvadratkilometer. Närmaste större samhälle är Slavonski Brod, 6,5 km öster om Slobodnica. Trakten runt Slobodnica består till största delen av jordbruksmark.